# Heliconia schumanniana
Heliconia schumanniana är en enhjärtbladig växtart som beskrevs av Ludwig Eduard Loesener. Heliconia schumanniana ingår i släktet Heliconia och familjen Heliconiaceae. Inga underarter finns listade.